# Приятный танец сердец
«Милый сердцу танец» — кинофильм.

## Сюжет
Уайли и Сандра когда-то счастливо поженились, а ныне пребывают в процессе развода. Сэм, друг его детства, как раз начинает влюбляться в новую школьную учительницу. Пытаясь приспособиться к противоречивым эмоциям, они оказываются перед необходимостью разобраться в своих взаимоотношениях.